# AGIL
AGIL – podstawowy schemat analityczny w funkcjonalizmie strukturalnym Talcotta Parsonsa.
Każdy system społeczny, aby przetrwać, musi realizować cztery podstawowe funkcje. Są to kolejno:
- A adaptation, czyli adaptacja,
- G goal attainment, czyli osiąganie celów,
- I integration, czyli integracja wewnętrzna,
- L latency, co tłumaczy się jako system podtrzymywania wzorów i redukowania napięć.

Wokół każdej z tych funkcji wytwarza się podsystem (np. system polityczny odpowiedzialny jest za osiąganie celów). One z kolei dzielą się w analogiczny sposób. Systemy społeczne w koncepcji Parsonsa są systemami całościami wyodrębnionymi ze środowiska zewnętrznego i różnią się wyraźnie. Są całościami zamkniętymi, nie zaś otwartymi sieciami. Zadaniem każdego systemu jest przetrwanie. 
Podsystemy niżej położone zapewniają wyższym energię, zasoby, środki. Wyżej położone niższym zapewniają kontrolę. Każda funkcja pociąga za sobą wyspecjalizowane podsystemy - każdy z nich jest jednocześnie systemem, ze wszystkimi tego konsekwencjami.
Teorii Parsonsa zarzuca się jej analityczny-opisowy charakter. Nie pozwala ona odpowiedzieć na pytanie dlaczego zachodzą pewne zjawiska. Krytycy zwracają również uwagę na jej ahistoryzm, formalizm i oderwanie od empirii.